# Alois Klotzbücher
Alois Klotzbücher (* 6. Juni 1930 in Tübingen; † 28. Oktober 2022 in Dortmund) war ein deutscher Bibliothekar.

## Leben
Nach dem Schulbesuch am Kepler-Gymnasium Tübingen arbeitete Klotzbücher zunächst im Buchhandel (Buchhändlerische Gehilfenprüfung 1950) und bis 1958 bei verschiedenen Verlagen (u. a. Niemeyer-Verlag in Tübingen und Ehrenwirth-Verlag in München). 1960 legte er die Diplom-Prüfung für den Dienst an öffentlichen Bibliotheken ab. Seit dem Sommersemester 1958 studierte er an der Universität Tübingen Geschichte, Politikwissenschaft, Germanistik und Soziologie, seit dem Wintersemester 1961/62 dann an der Universität Erlangen. Dort promovierte er 1964 bei Waldemar Besson. 1965 trat er als Bibliotheksreferendar bei der Universitätsbibliothek Tübingen die Ausbildung für den höheren Bibliotheksdienst an (Fachprüfung 1967 am Bibliothekar-Lehrinstitut des Landes Nordrhein-Westfalen). Von 1967 bis 1970 war er dann als Fachreferent an der Universitätsbibliothek Tübingen tätig, von 1970 bis 1974 an der Stadtbibliothek Essen und von 1974 bis zum Eintritt in den Ruhestand 1986 an der Stadt- und Landesbibliothek Dortmund, seit 1976 als Leitender Bibliotheksdirektor.

## Schriften (Auswahl)
- Der politische Weg des Stahlhelm, Bund der Frontsoldaten, in der Weimarer Republik. Ein Beitrag zur Geschichte der "Nationalen Opposition"; 1918–1933. Hogl, Erlangen 1964 (Dissertation Universität Erlangen).
- Formen der Integration und Zentralisation der wissenschaftlichen Stadtbibliothek und der öffentlichen Bücherei. Untersuchungen zur Entwicklung und Organisationsstruktur der sogenannten Einheitsbücherei (= Arbeiten aus dem Bibliothekar-Lehrinstitut des Landes Nordrhein-Westfalen, Bd. 33). Greven, Köln 1969.
- Der Funktionswandel der Universitätsbibliothek und seine Bedeutung für die Erwerbungspolitik. Überlegungen zur Tätigkeit des wissenschaftlichen Bibliothekars in der Buchauswahl. In: Libri, Bd. 20 (1970), S. 187–205.
- Die öffentliche Bibliothek und ihre Benutzer. Ergebnisse von empirischen Untersuchungen, Konsequenzen für die Praxis. In: Paul Kaegbein (Hrsg.): Bibliothekarische Kooperation. Aspekte und Möglichkeiten (=Zeitschrift für Bibliothekswesen und Bibliographie, Sonderhefte, Bd. 18). Klostermann, Frankfurt/M. 1974, S. 164–185.
- (Hrsg.): Von Büchern und Bibliotheken in Dortmund. Beiträge zur Bibliotheksgeschichte einer Industriestadt : zum 75jährigen Bestehen der Stadt- und Landesbibliothek Dortmund (= Veröffentlichungen / Stadt- und Universitätsbibliothek Dortmund, N.F., Bd. 2). Ruhfus, Dortmund 1982, ISBN 3-7932-4061-4.
- (Hrsg.): Literarisches Leben in Dortmund. Beiträge zur Geschichte von Literatur, Buchhandel und Vereinen; Vorträge aus Anlass des 75jährigen Bestehens der Stadt- u. Landesbibliothek Dortmund (= Veröffentlichungen / Stadt- und Universitätsbibliothek Dortmund, N.F., Bd. 3). Ruhfus, Dortmund 1984.
- Bürger, Bücher, Bibliotheken. Zur Entwicklung des städtischen Bibliothekswesens in Deutschland (= Dortmunder Vorträge, Bd. 148). Kulturamt, Dortmund 1985.
- Zur Geschichte der wissenschaftlichen Stadtbibliothek. Funktionswandel und Funktionsverlust eines Bibliothekstyps im 20. Jahrhundert. In: Reinhard Oberschelp (Hrsg.): Bibliotheken im Dienste der Wissenschaft. Festschrift für Wilhelm Totok zum 65. Geburtstag am 12. September 1986. Klostermann, Frankfurt/M. 1986, S. 71–96, ISBN 3-465-01735-8.
- Nationalsozialistische Bildungspolitik im Ruhrgebiet. Ein Beitrag zur kommunalen Kulturpolitik 1933–1945. In: Westfälische Forschungen, Bd. 42 (1992), S. 360–379.
- Städtische Bibliotheken im Ruhrgebiet während des Nationalsozialismus. In: Peter Vodosek (Hrsg.): Bibliotheken während des Nationalsozialismus (= Wolfenbütteler Schriften zur Geschichte des Buchwesens Bd. 16). Bd. 2. Harrassowitz, Wiesbaden 1992, S. 53–89, ISBN 3-447-03308-8.
- Bibliothek und literarisches Leben der Stadt. Kommunale und private Literaturförderung in Dortmund in den 20er Jahren. In: Die alte Stadt, Bd. 21 (1994), S. 226–244.
- Von Büchern und Zeitungen. Buchhandel, Verlage und Bibliotheken im kulturellen Wandel. In: Amalie Rohrer (Hrsg.): Werl. Geschichte einer westfälischen Stadt (= Studien und Quellen zur westfälischen Geschichte, Bd. 31). Bonifatius, Paderborn 1994, S. 575–615, ISBN 3-87088-844-X.
- Buch- und Lesekultur in Dortmund. Literaturförderung durch Bibliotheken und Vereine in den zwanziger Jahren. In: Beiträge zur Geschichte Dortmunds und der Grafschaft Mark, Bd. 87 (1996), S. 179–201.
- Öffentliche Literaturversorgung in einer industriellen Großstadt. Das städtische Bibliothekswesen in Dortmund im Kaiserreich und in der Weimarer Republik. In: Jörg Fligge (Hrsg.): Stadt und Bibliothek. Literaturversorgung als kommunale Aufgabe im Kaiserreich und in der Weimarer Republik (= Wolfenbütteler Schriften zur Geschichte des Buchwesens, B. 25). Harrassowitz, Wiesbaden 1997, S. 297–330, ISBN 3-447-03885-3.
- Bibliothekspolitik in Nordrhein-Westfalen. Die Geschichte des Verbandes der Bibliotheken des Landes Nordrhein-Westfalen 1965–1995 (= Zeitschrift für Bibliothekswesen und Bibliographie, Sonderhefte, Bd. 79). Klostermann, Frankfurt/M. 2000, ISBN 3-465-03108-3.
- Bürgerliches Mäzenatentum für Bibliotheken. Fördervereine und Bibliotheksgesellschaften im Kaiserreich und in der Weimarer Republik. Ein Überblick. In: Bibliothek und Wissenschaft, Bd. 40 (2007), S. 117–184.
- Bibliothek und Politik. Die Stadt- und Landesbibliothek Dortmund in den Jahren 1958 bis 1973. Fusion mit der Universitätsbibliothek oder mit der Stadtbücherei oder "echte" Landesbibliothek? In: Beiträge zur Geschichte Dortmunds und der Grafschaft Mark, Bd. 100/1001 (2010), S. 221–279.
- (Mitautor): Lesen verbindet. 1913–2013. Freunde der Stadt- und Landesbibliothek Dortmund e.V. Freunde der Stadt- und Universitätsbibliothek Dortmund e.V. 2013.